# Sportscar Grand Prix (Mosport)

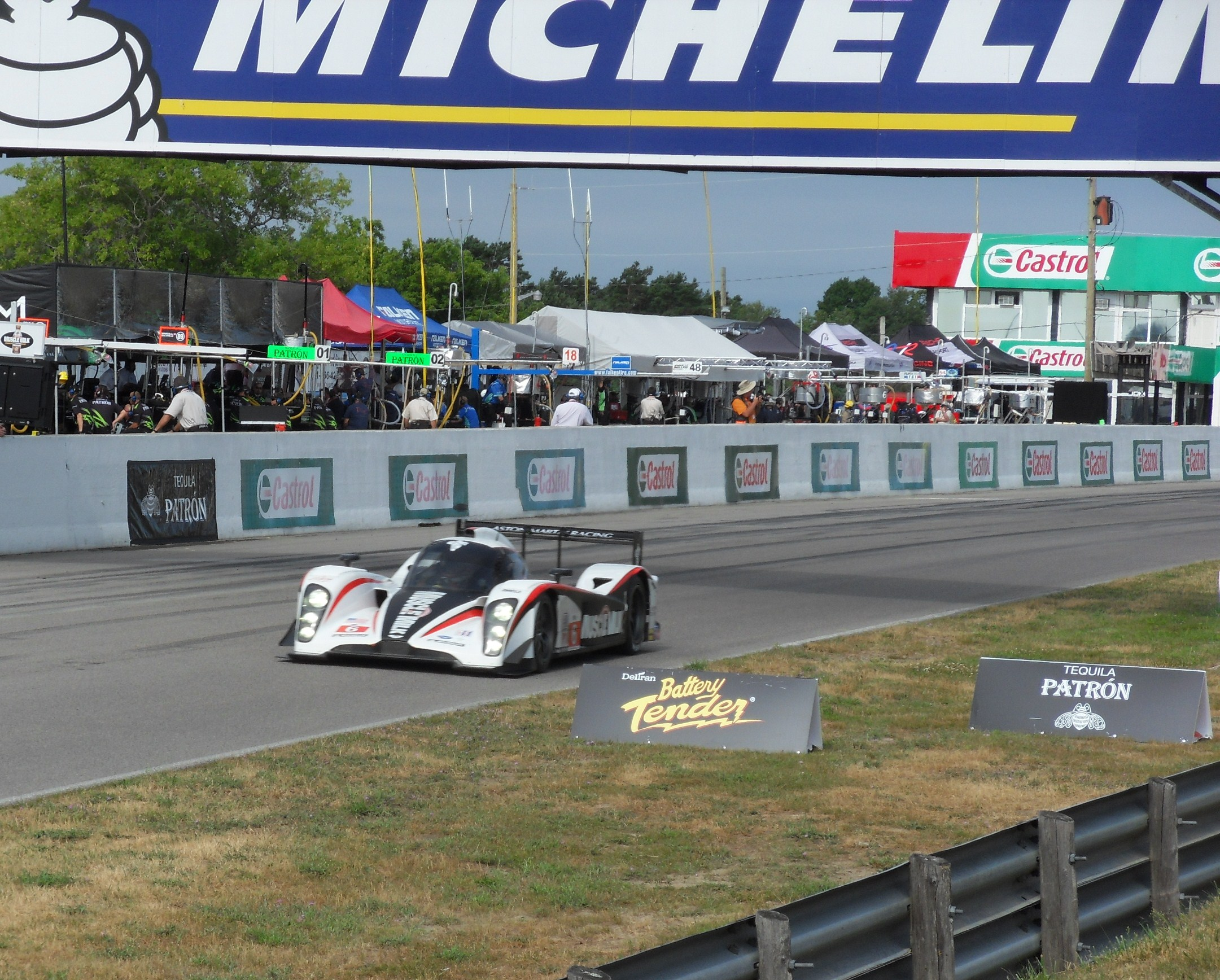
Sieger im Jahr 2011

Der Sportscar Grand Prix ist ein Sportwagenrennen im Canadian Tire Motorsport Park in Bowmanville, Kanada. Das Rennen ist auch unter dem Namen Grand Prix of Mosport bekannt. Zurzeit wird das Rennen von der United SportsCar Championship ausgetragen.

## Geschichte
Das Rennen wurde von der IMSA-GT-Serie im Jahr 1975 ins Leben gerufen und ging bereits ein Jahr später in den Kalender der World Sportscar Championship über. Dort wurde es zunächst als 320 km Sprint, ein Jahr später als 6-Stunden-Rennen ausgetragen. Nach zwei Jahren Pause kehrte die Veranstaltung zurück und war teilweise im Kalender der Weltmeisterschaft und teilweise im Rennkalender der nordamerikanischen IMSA-Meisterschaft. Die Renndistanz betrug dabei nun immer 6 Stunden bzw. 1000 km. Im Jahr 1985 musste das Rennen einen schweren Schlag hinnehmen, als Manfred Winkelhock in der zweiten Kurve mit seinem Porsche 962C von Kremer Racing von der Strecke abkam und in eine Betonmauer krachte. Er starb einen Tag später im Krankenhaus. Die Sportwagen-Weltmeisterschaft kam daraufhin nicht zurück zu dieser Strecke.
Die IMSA GT Championship übernahm ab 1989 das Rennen, wobei nur die GT-Fahrzeuge antraten. Die Renndistanz betrug zunächst 500 km, später 300 km und zuletzt zwei Stunden. Nachdem in den Jahren 1993 und 1994 kein Rennen ausgetragen wurde, kamen im Jahr 1995 nicht nur die IMSA GT, sondern auch die Prototypen zurück nach Ontario. Dyson Racing gewann in diesem Jahr das Rennen und sollte in den nächsten Jahren vier weitere Gesamtsiege sowie einen Klassensieg hinzufügen.
Nach dem Ende der IMSA GT übernahm die American Le Mans Series im Jahr 1999 das Rennen und stufte es auf die reguläre ALMS-Distanz von 2:45 Stunden zurück. Das Jahr markierte auch den Beginn des populären Namens Grand Prix of Mosport der bis zum Jahr 2012 unter Verwendung diverser Sponsorennamen erhalten blieb. Außerdem begann, wie auf so vielen Strecken der ALMS, die Dominanz von Audi, die in neun Jahren sieben Siege einfahren konnten. Zuletzt war es Muscle Milk Pickett Racing, die von 2010 bis 2013 vier Siege in Folge einfuhren. Ab der Saison 2014 wurde das Rennen von der United SportsCar Championship übernommen.

## Ergebnisse

### World Sportscar Championship & IMSA GT Championship
| Jahr                                                | Rennname                               | Distanz           | Fahrer                             | Team                          | Fahrzeug                  |
| --------------------------------------------------- | -------------------------------------- | ----------------- | ---------------------------------- | ----------------------------- | ------------------------- |
| IMSA GT Championship                                |                                        |                   |                                    |                               |                           |
| 1975                                                | Labatt's Blue 5000 Weekend             | 100 Meilen        | Hurley Haywood                     | G.W. Dickinson                | Porsche Carrera           |
| World Sportscar Championship                        |                                        |                   |                                    |                               |                           |
| 1976                                                | Player's 200 Weekend                   | 200 Meilen        | Jackie Oliver                      | Shadow                        | Shadow DN4                |
| 1977                                                | Molson Diamond Can-Am Trans-Am Weekend | 6 Stunden         | Ludwig Heimrath senior Paul Miller | Heimrath Racing               | Porsche 934/5             |
| 1978- 1979                                          | nicht ausgetragen                      | nicht ausgetragen | nicht ausgetragen                  | nicht ausgetragen             | nicht ausgetragen         |
| World Sportscar Championship / IMSA GT Championship |                                        |                   |                                    |                               |                           |
| 1980                                                | Molson Canadian 1000                   | 6 Stunden         | John Fitzpatrick Brian Redman      | Dick Barbour Racing/Sachs USA | Porsche 935 K3/80         |
| 1981                                                | Molson 1000                            | 6 Stunden         | Harald Grohs Rolf Stommelen        | Andial Meister Racing         | Porsche 935 K3            |
| IMSA GT Championship                                |                                        |                   |                                    |                               |                           |
| 1982                                                | Labatt's 50 GT                         | 6 Stunden         | John Paul junior John Paul senior  | JLP Racing                    | Porsche 935 JLP-3         |
| 1983                                                | Labatt's GT                            | 6 Stunden         | Bob Tullius Bill Adam              | Group 44                      | Jaguar XJR-5              |
| World Sportscar Championship                        |                                        |                   |                                    |                               |                           |
| 1984                                                | Budweiser GT                           | 1000 km           | Jacky Ickx Jochen Mass             | Rothmans Porsche              | Porsche 956               |
| 1985                                                | Budweiser GT                           | 1000 km           | Hans-Joachim Stuck Derek Bell      | Rothmans Porsche              | Porsche 962               |
| 1986- 1988                                          | nicht ausgetragen                      | nicht ausgetragen | nicht ausgetragen                  | nicht ausgetragen             | nicht ausgetragen         |
| IMSA GT Championship                                |                                        |                   |                                    |                               |                           |
| 1989                                                | The Audi Quattro IMSA Weekend          | 500 km            | Pete Halsmer                       | Roush Racing                  | Mercury Cougar XR-7       |
| 1990                                                | The Nissan Grand Prix                  | 300 km            | Steve Millen                       | Cunningham Racing             | Nissan 300ZX              |
| 1991                                                | The Nissan Grand Prix                  | 300 km            | Pete Halsmer                       | Mazda Motorsports             | Mazda RX-7                |
| 1992                                                | The Nissan Grand Prix                  | 2 Stunden         | Jeremy Dale                        | Cunningham Racing             | Nissan 300ZX              |
| 1993- 1994                                          | nicht ausgetragen                      | nicht ausgetragen | nicht ausgetragen                  | nicht ausgetragen             | nicht ausgetragen         |
| 1995                                                | Chrysler Mosport 500                   | 3 Stunden         | Andy Wallace James Weaver          | Dyson Racing                  | Riley & Scott Mk III-Ford |
| 1996                                                | Chrysler Mosport 500                   | 3 Stunden         | Butch Leitzinger John Paul, Jr.    | Dyson Racing                  | Riley & Scott Mk III-Ford |
| 1997                                                | Mosport Festival                       | 2 Stunden         | Ron Fellows Rob Morgan             | Central Arkansas Racing       | Ferrari 333SP             |
| 1998                                                | Mosport Festival                       | 2:45 Stunden      | Butch Leitzinger James Weaver      | Dyson Racing                  | Riley & Scott Mk III-Ford |

### American Le Mans Series & United SportsCar Championship
- Gesamtsieger in fett dargestellt

| Saison                        | Rennname                                                      | Distanz      | Klasse  | Fahrer                                   | Team                            | Fahrzeug                    |
| ----------------------------- | ------------------------------------------------------------- | ------------ | ------- | ---------------------------------------- | ------------------------------- | --------------------------- |
| American Le Mans Series       |                                                               |              |         |                                          |                                 |                             |
| 1999                          | The Grand Prix at Mosport                                     | 2:45 Stunden | LMP 900 | Jan Magnussen Johnny O’Connell           | Panoz                           | Panoz LMP-1 Roadster S      |
| 1999                          | The Grand Prix at Mosport                                     | 2:45 Stunden | GTS     | Olivier Beretta David Donohue            | Viper Team Oreca                | Dodge Viper GTS-R           |
| 1999                          | The Grand Prix at Mosport                                     | 2:45 Stunden | GT      | Dirk Müller Cort Wagner                  | Alex Job Racing                 | Porsche 911 Carrera RS      |
| 2000                          | The globemegawheels.com Grand Prix at Mosport                 | 2:45 Stunden | LMP 900 | Rinaldo Capello Allan McNish             | Audi Sport North America        | Audi R8                     |
| 2000                          | The globemegawheels.com Grand Prix at Mosport                 | 2:45 Stunden | GTS     | Olivier Beretta Karl Wendlinger          | Viper Team Oreca                | Dodge Viper GTS-R           |
| 2000                          | The globemegawheels.com Grand Prix at Mosport                 | 2:45 Stunden | GT      | Randy Pobst Bruno Lambert                | Alex Job Racing                 | Porsche 996 GT3 R           |
| 2001                          | Gran Turismo 3 Grand Prix at Mosport                          | 2:45 Stunden | LMP 900 | Emanuele Pirro Frank Biela               | Audi Sport North America        | Audi R8                     |
| 2001                          | Gran Turismo 3 Grand Prix at Mosport                          | 2:45 Stunden | LMP 675 | Didier de Radiguès Bruno Lambert         | Roock Knighthawk Racing         | Reynard 01Q                 |
| 2001                          | Gran Turismo 3 Grand Prix at Mosport                          | 2:45 Stunden | GTS     | Johnny O’Connell Ron Fellows             | Corvette Racing                 | Chevrolet Corvette C5-R     |
| 2001                          | Gran Turismo 3 Grand Prix at Mosport                          | 2:45 Stunden | GT      | JJ Lehto Jörg Müller                     | BMW Motorsport                  | BMW M3 GTR                  |
| 2002                          | Grand Prix at Mosport sponsored by mail2web.com               | 2:45 Stunden | LMP 900 | Rinaldo Capello Tom Kristensen           | Audi Sport North America        | Audi R8                     |
| 2002                          | Grand Prix at Mosport sponsored by mail2web.com               | 2:45 Stunden | LMP 675 | Chris McMurry Bryan Willman Jeff Bucknum | Team Bucknum Racing             | Pilbeam MP84                |
| 2002                          | Grand Prix at Mosport sponsored by mail2web.com               | 2:45 Stunden | GTS     | Johnny O’Connell Ron Fellows             | Corvette Racing                 | Chevrolet Corvette C5-R     |
| 2002                          | Grand Prix at Mosport sponsored by mail2web.com               | 2:45 Stunden | GT      | Kevin Buckler Brian Cunningham           | The Racers Group                | Porsche 996 GT3 RS          |
| 2003                          | The Toronto Grand Prix of Mosport                             | 2:45 Stunden | LMP 900 | Frank Biela Marco Werner                 | Infineon Team Joest             | Audi R8                     |
| 2003                          | The Toronto Grand Prix of Mosport                             | 2:45 Stunden | LMP 675 | Chris Dyson Andy Wallace                 | Dyson Racing                    | Porsche RS Spyder           |
| 2003                          | The Toronto Grand Prix of Mosport                             | 2:45 Stunden | GTS     | Johnny O’Connell Ron Fellows             | Corvette Racing                 | Chevrolet Corvette C5-R     |
| 2003                          | The Toronto Grand Prix of Mosport                             | 2:45 Stunden | GT      | Jörg Bergmeister Timo Bernhard           | Alex Job Racing                 | Porsche 996 GT3 RS          |
| 2004                          | The Toronto Grand Prix of Mosport                             | 2:45 Stunden | LMP1    | James Weaver Butch Leitzinger            | Dyson Racing                    | MG-Lola EX257               |
| 2004                          | The Toronto Grand Prix of Mosport                             | 2:45 Stunden | LMP2    | Clint Field Robin Liddell                | Intersport Racing               | Lola B2k/40                 |
| 2004                          | The Toronto Grand Prix of Mosport                             | 2:45 Stunden | GT1     | Oliver Gavin Olivier Beretta             | Corvette Racing                 | Chevrolet Corvette C5-R     |
| 2004                          | The Toronto Grand Prix of Mosport                             | 2:45 Stunden | GT2     | Jörg Bergmeister Timo Bernhard           | Alex Job Racing                 | Porsche 996 GT3 RS          |
| 2005                          | Labour Day Weekend Grand Prix of Mosport                      | 2:45 Stunden | LMP1    | James Weaver Butch Leitzinger            | Dyson Racing                    | MG-Lola EX257               |
| 2005                          | Labour Day Weekend Grand Prix of Mosport                      | 2:45 Stunden | LMP2    | Clint Field Liz Halliday                 | Intersport Racing               | Lola B05/4                  |
| 2005                          | Labour Day Weekend Grand Prix of Mosport                      | 2:45 Stunden | GT1     | Oliver Gavin Olivier Beretta             | Corvette Racing                 | Chevrolet Corvette C6.R     |
| 2005                          | Labour Day Weekend Grand Prix of Mosport                      | 2:45 Stunden | GT2     | Jörg Bergmeister Patrick Long            | White Lightning Racing          | Porsche 996 GT3 RSR         |
| 2006                          | Mobil 1 presents the Labour Day Weekend Grand Prix of Mosport | 2:45 Stunden | LMP1    | Rinaldo Capello Allan McNish             | Audi Sport North America        | Audi R10 TDI                |
| 2006                          | Mobil 1 presents the Labour Day Weekend Grand Prix of Mosport | 2:45 Stunden | LMP2    | Lucas Luhr Romain Dumas                  | Penske Racing                   | Porsche RS Spyder           |
| 2006                          | Mobil 1 presents the Labour Day Weekend Grand Prix of Mosport | 2:45 Stunden | GT1     | Stéphane Sarrazin Pedro Lamy             | Aston Martin Racing             | Aston Martin DBR9           |
| 2006                          | Mobil 1 presents the Labour Day Weekend Grand Prix of Mosport | 2:45 Stunden | GT2     | Stéphane Ortelli Johnny Mowlem           | Risi Competizione               | Ferrari F430 GT             |
| 2007                          | Mobil 1 presents the Grand Prix of Mosport                    | 2:45 Stunden | LMP1    | Rinaldo Capello Allan McNish             | Audi Sport North America        | Audi R10 TDI                |
| 2007                          | Mobil 1 presents the Grand Prix of Mosport                    | 2:45 Stunden | LMP2    | Timo Bernhard Romain Dumas               | Penske Racing                   | Porsche RS Spyder           |
| 2007                          | Mobil 1 presents the Grand Prix of Mosport                    | 2:45 Stunden | GT1     | Johnny O’Connell Jan Magnussen           | Corvette Racing                 | Chevrolet Corvette C6.R     |
| 2007                          | Mobil 1 presents the Grand Prix of Mosport                    | 2:45 Stunden | GT2     | Mika Salo Jaime Melo                     | Risi Competizione               | Ferrari F430 GT             |
| 2008                          | Mobil 1 presents the Grand Prix of Mosport                    | 2:45 Stunden | LMP1    | Lucas Luhr Marco Werner                  | Audi Sport North America        | Audi R10 TDI                |
| 2008                          | Mobil 1 presents the Grand Prix of Mosport                    | 2:45 Stunden | LMP2    | David Brabham Scott Sharp                | Highcroft Racing                | Acura ARX-01b               |
| 2008                          | Mobil 1 presents the Grand Prix of Mosport                    | 2:45 Stunden | GT1     | Johnny O’Connell Jan Magnussen           | Corvette Racing                 | Chevrolet Corvette C6.R     |
| 2008                          | Mobil 1 presents the Grand Prix of Mosport                    | 2:45 Stunden | GT2     | Mika Salo Jaime Melo                     | Risi Competizione               | Ferrari F430 GTC            |
| 2009                          | Mobil 1 presents the Grand Prix of Mosport                    | 2:45 Stunden | LMP1    | David Brabham Scott Sharp                | Patron Highcroft Racing         | Acura ARX-02a               |
| 2009                          | Mobil 1 presents the Grand Prix of Mosport                    | 2:45 Stunden | LMP2    | Andrian Fernandez Luis Díaz              | Fernandez Racing                | Acura ARX-01b               |
| 2009                          | Mobil 1 presents the Grand Prix of Mosport                    | 2:45 Stunden | GT2     | Johnny O’Connell Jan Magnussen           | Corvette Racing                 | Chevrolet Corvette C6.R GT2 |
| 2010                          | Mobil 1 presents the Grand Prix of Mosport                    | 2:45 Stunden | LMP     | Romain Dumas Klaus Graf                  | Muscle Milk Team Cytosport      | Porsche RS Spyder Evo       |
| 2010                          | Mobil 1 presents the Grand Prix of Mosport                    | 2:45 Stunden | LMPC    | Gunnar Jeannette Elton Julian            | Green Earth Team Gunnar         | Oreca FLM09                 |
| 2010                          | Mobil 1 presents the Grand Prix of Mosport                    | 2:45 Stunden | GT      | Jörg Bergmeister Patrick Long            | Flying Lizard Motorsports       | Porsche 997 GT3 RSR         |
| 2010                          | Mobil 1 presents the Grand Prix of Mosport                    | 2:45 Stunden | GTC     | Shane Lewis Lawson Aschenbach            | Velox Motorsports               | Porsche 997 GT3 Cup         |
| 2011                          | Mobil 1 presents the Grand Prix of Mosport                    | 2:45 Stunden | LMP1    | Lucas Luhr Klaus Graf                    | Muscle Milk Aston Martin Racing | Lola-Aston Martin LMP1      |
| 2011                          | Mobil 1 presents the Grand Prix of Mosport                    | 2:45 Stunden | LMPC    | Gunnar Jeannette Ricardo Gonzalez        | CORE Autosport                  | Oreca FLM09                 |
| 2011                          | Mobil 1 presents the Grand Prix of Mosport                    | 2:45 Stunden | GT      | Oliver Gavin Jan Magnussen               | Corvette Racing                 | Chevrolet Corvette C6.R GT2 |
| 2011                          | Mobil 1 presents the Grand Prix of Mosport                    | 2:45 Stunden | GTC     | Duncan Ende Spencer Pumpelly             | The Racers Group                | Porsche 997 GT3 Cup         |
| 2012                          | Mobil 1 presents the Grand Prix of Mosport                    | 2:45 Stunden | LMP1    | Lucas Luhr Klaus Graf                    | Muscle Milk Pickett Racing      | HPD ARX 03a                 |
| 2012                          | Mobil 1 presents the Grand Prix of Mosport                    | 2:45 Stunden | LMP2    | Martin Plowman David Heinemeier Hansson  | Conquest Endurance              | Morgan LMP2                 |
| 2012                          | Mobil 1 presents the Grand Prix of Mosport                    | 2:45 Stunden | LMPC    | Bruno Junqueira Tomy Drissi              | Rocketsports                    | Oreca FLM09                 |
| 2012                          | Mobil 1 presents the Grand Prix of Mosport                    | 2:45 Stunden | GT      | Scott Sharp Johannes van Overbeek        | Extreme Speed Motorsports       | Ferrari 458 Italia GT2      |
| 2012                          | Mobil 1 presents the Grand Prix of Mosport                    | 2:45 Stunden | GTC     | Emilio Di Guida Spencer Pumpelly         | The Racers Group                | Porsche 997 GT3 Cup         |
| 2013                          | Mobil 1 SportsCar Grand Prix                                  | 2:45 Stunden | LMP1    | Lucas Luhr Klaus Graf                    | Muscle Milk Pickett Racing      | HPD ARX 03c                 |
| 2013                          | Mobil 1 SportsCar Grand Prix                                  | 2:45 Stunden | LMP2    | Scott Tucker Marino Franchitti           | Level 5 Motorsports             | Porsche RS Spyder           |
| 2013                          | Mobil 1 SportsCar Grand Prix                                  | 2:45 Stunden | LMPC    | Jonathan Bennett Colin Braun             | CORE Autosport                  | Oreca FLM09                 |
| 2013                          | Mobil 1 SportsCar Grand Prix                                  | 2:45 Stunden | GT      | Oliver Gavin Tommy Milner                | Corvette Racing                 | Chevrolet Corvette C6.R     |
| 2013                          | Mobil 1 SportsCar Grand Prix                                  | 2:45 Stunden | GTC     | Jeroen Bleekemolen Cooper MacNeil        | Alex Job Racing                 | Porsche 997 GT3 Cup         |
| United SportsCar Championship |                                                               |              |         |                                          |                                 |                             |
| 2014                          | Mobil 1 SportsCar Grand Prix presented by Hawk Performance    | 2:45 Stunden | P       | Gustavo Yacaman Olivier Pla              | OAK Racing                      | Morgan LMP2 - Nissan        |
| 2014                          | Mobil 1 SportsCar Grand Prix presented by Hawk Performance    | 2:45 Stunden | GTLM    | Antonio Garcia Jan Magnussen             | Corvette Racing                 | Chevrolet Corvette C7.R     |
| 2014                          | Mobil 1 SportsCar Grand Prix presented by Hawk Performance    | 2:45 Stunden | GTD     | Alessandro Balzan Jeff Westphal          | Scuderia Corsa                  | Ferrari 458 Italia          |